# Kristina Dörfer

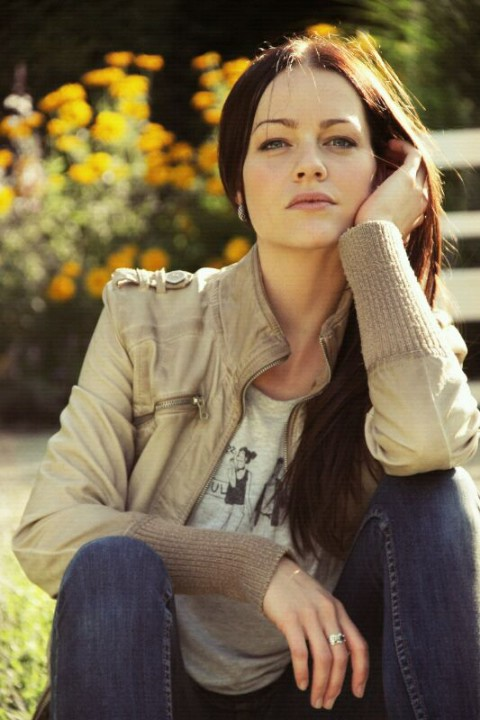
Kristina Dörfer (2012)

Kristina Dörfer (* 26. Juli 1984 in Wurzen, Sachsen), auch bekannt unter ihrem Künstlernamen Kr!s, ist eine deutsche Rock- und Popsängerin und Schauspielerin.

## Leben

### Herkunft und Karrierebeginn
Kristina Dörfer wurde als erstes von zwei Kindern geboren. Mit ihrem jüngeren Bruder Alexander wuchs sie bis zu ihrem 18. Lebensjahr bei ihrer Mutter in der sächsischen Kleinstadt Wurzen auf. Bereits im Grundschulalter interessierte sie sich sehr für Musik und begann eine Violinausbildung. Im Alter von zehn Jahren hatte sie ihren ersten Gesangsauftritt in ihrer Heimatstadt. Von diesem Zeitpunkt an erlangte Dörfer regionale Bekanntheit und wurde für verschiedene Veranstaltungen gebucht.
Im Jahr 2002 wurde Dörfer bei RTL II für die Show Teenstar gecastet. Im gleichen Jahr erhielt sie für die Aktion 1000 Schulen in Bewegung den Bravo Award. Die Preisverleihung fand im Europa-Park statt.
2003 nahm Dörfer an der von RTL ausgestrahlten Castingshow Deutschland sucht den Superstar teil, wo sie bis in die Runde der letzten fünfzig kam.

### Sängerin
Nach ihrem Umzug ins Ruhrgebiet begann Dörfer ihre Profikarriere als Sängerin und sang parallel in zwei Bands aus dem Raum Dortmund. Bei den Soulsukkers legte sie den Grundstein zu ihrer Liebe zur Soulmusik und bei Soundset, einer bekannten Coverband, legte sie den Grundstein für ihre jetzige Karriere im Rock- und Popbereich.
Ein Jahr später wurde sie vom Fernsehsender ProSieben für die Sendung Popstars – Jetzt oder nie gecastet. Am 8. Dezember 2004 wurde sie Mitglied der im Rahmen der Show entstandenen Popband Nu Pagadi. Die erste gemeinsame Single Sweetest Poison stürmte die deutschen Charts und erreichte auch in Österreich und der Schweiz die Spitze der Charts. Auch das gemeinsam veröffentlichte Debütalbum Your Dark Side belegte in Deutschland für eine Woche Platz eins der Verkaufscharts. Wegen musikalischer und persönlicher Differenzen löste sich die Band jedoch im September 2005, neun Monate nach ihrem Entstehen, wieder auf.
Dörfer verfolgte ab Oktober 2005 ihre Solokarriere. Bei dem deutschen Plattenlabel Edel SE wurde sie unter Vertrag genommen. Ihre erste Single Room for More wurde am 19. Juni 2006 veröffentlicht, nachdem sie bereits mehrere Konzerte in verschiedenen Ländern Europas absolviert hatte. In Finnland und Tschechien stieg die Single in die Charts ein. Zudem nutzte der tschechische Automobilhersteller Škoda den Song zur Untermalung eines Werbespots für das neu eingeführte Modell Roomster.

### Schauspielerin
Vom 29. Dezember 2006 bis zum 24. September 2009 verkörperte Kristina Dörfer in der ARD-Vorabendserie Verbotene Liebe die Rolle der Olivia Schneider. Ende 2012 war sie auf Sat1 in Auf Herz und Nieren zu sehen und spielte in der Hauptcast die Rolle der Tamara. Von Folge 2329 bis 2397 in den Jahren 2015 bis 2016 spielte sie die Rolle der Alexandra Auerbach in der Telenovela Sturm der Liebe.

### Privates
Kristina Dörfer war seit 2008 mit dem deutschen Schauspieler Joscha Kiefer liiert. Im September 2010 kam ihre gemeinsame Tochter zur Welt. Im Dezember 2012 heirateten die beiden. Die zweite Tochter wurde im April 2013 geboren. Im Jahr 2024 gab das Paar seine Trennung bekannt.

## Diskografie

### Singles
| Jahr | Titel Album   | Höchstplatzierung, Gesamtwochen, AuszeichnungChartplatzierungen (Jahr, Titel, Album, Platzierungen, Wochen, Auszeichnungen, Anmerkungen) | Höchstplatzierung, Gesamtwochen, AuszeichnungChartplatzierungen (Jahr, Titel, Album, Platzierungen, Wochen, Auszeichnungen, Anmerkungen) | Anmerkungen                                  |
| Jahr | Titel Album   | CZ | FI | Anmerkungen                                  |
| ---- | ------------- | --- | --- | -------------------------------------------- |
| 2006 | Room for More | CZ51 (22 Wo.)CZ | FI10 (2 Wo.)FI | Erstveröffentlichung: 19. Juni 2006 als Kr!s |

## Filmografie
- 2006–2009: Verbotene Liebe (Fernsehserie, 639 Folgen)
- 2011: Herzflimmern – Die Klinik am See (Fernsehserie, 22 Folgen)
- 2011: Bulle & Bärchen
- 2012: Auf Herz und Nieren (Miniserie)
- 2012: Hubert und Staller (Fernsehserie, Folge: Nachts, wenn die Wasserwacht)
- 2012–2018: SOKO München (Fernsehserie, 3 Folgen, verschiedene Rollen)
- 2013: Blutsschwestern – jung, magisch, tödlich
- 2013: Rosamunde Pilcher: Zu hoch geflogen (Fernsehreihe)
- 2014: Morden im Norden (Fernsehserie, Folge: Blutgrätsche)
- 2014: Monaco 110 (Fernsehserie, Folge: Zuhause)
- 2014: In aller Freundschaft (Fernsehserie, Folge: Redebedarf)
- 2015–2016: Sturm der Liebe (Fernsehserie, 69 Folgen)
- 2015–2019: Die Rosenheim-Cops (Fernsehserie, 2 Folgen, verschiedene Rollen)
- 2017: Abi ’97 – gefühlt wie damals
- 2020: Der Beischläfer (Fernsehserie, 1 Folge)
- 2021: Watzmann ermittelt (Fernsehserie, Folge: Privatsache)
- 2021: Kanzlei Berger (Fernsehserie, 1 Folge)
- 2021: Unter uns (Fernsehserie, 4 Folgen)
- 2022: Der König von Palma (Fernsehserie, 1 Folge)
- 2023: Tiere bis unters Dach (Fernsehserie, 1 Folge)

## Auszeichnungen
- 2005: Goldene Schallplatte für Sweetest Poison mit der Band Nu Pagadi